# Списки контролируемых веществ
Списки контролируемых веществ, обязательный элемент законодательства любой страны, регулирующей оборот наркотических и психотропных препаратов, а местами взрывчатых веществ, а так же сырья для их изготовления. Впервые появились как приложение к «Опиумной конвенции», впоследствии были дополнены и расширены Единой конвенцией ООН о наркотических средствах.
По состоянию на 1 ноября 2009 года число сторон Конвенции 1961 года или этой конвенции с поправками, внесенными в неё в соответствии с Протоколом 1972 года, достигло 186, что составляет 96 % всех государств. Из них 184 государства являлись сторонами Конвенции 1961 года с поправками, внесенными в неё в соответствии с Протоколом 1972 года. Афганистан и Чад по-прежнему являются сторонами только лишь Конвенции 1961 года без поправок.

## В России
«Перечень наркотических средств, психотропных веществ и их прекурсоров, подлежащих контролю в Российской Федерации» утвержденный в 1998 г., включает в себя четыре Списка:
- 1. Вещества, оборот которых на территории страны запрещён;
- 2. Вещества, оборот которых ограничен и подлежит контролю;
- 3. Вещества, в отношении которых допускается исключение некоторых мер контроля;
- 4. Прекурсоры, оборот которых ограничен и в отношении которых устанавливаются меры контроля.